# Anna-Maria Nasuelli
Anna-Maria Teresa Nasuelli (19 luglio 1947) è un'ex tennista italiana.

## Carriera
La sua carriera si è svolta nel periodo di transizione tra l'era amatoriale e l'era open. Ha vinto quattro tornei internazionali nel singolare e tre nel doppio.
Nel 1969 si è aggiudicata il Torneo Internazionale di Catania, battendo in finale l'ecuadoriana Maria Eugenia Gúzman per 6-1, 6-2. Nello stesso anno ha vinto gli Internazionali di Atene, sconfiggendo la britannica Sally Holdsworth per 6-4, 8-6. Ad Atene si è ripetuta nel 1972, battendo in finale Marilyn Tesch in tre set (8-6, 3-6, 6-0). Ha vinto poi il Torneo di Mombasa, battendo la britannica Annette Coe per 6-3, 6-3.
È stata finalista nel 1969 a Reggio Calabria e a Palermo, sconfitta in entrambi i casi da Marie Neumannová. Nel 1971 ha perso il Torneo del River Plate, a Buenos Aires cedendo in finale alla sovietica Ol'ga Morozova in due set.
Nel doppio ha vinto il Torneo di Senigallia del 1968 in coppia con Maria Teresa Riedl, il Torneo di Nairobi del 1974, in coppia con Annette Coe e il Torneo di Nizza dello stesso anno, in coppia con Gail Sherriff Chanfreau (vittoria in finale contro Lea Pericoli e Lucia Bassi). Ha poi raggiunto altre cinque volte una finale di torneo nel doppio.
Nei tornei del Grande Slam ha ottenuto il suo miglior risultato raggiungendo le semifinali di doppio all'Open di Francia nel 1974, in coppia con l'argentina Raquel Giscafré. Nella stessa edizione raggiunse i quarti di finale anche nel doppio misto, in coppia con il francese Pierre Joly, che poi diverrà suo marito.
In campo nazionale è stata campionessa assoluta di singolare nel 1979. Ha vinto due titoli nel doppio, in coppia con Monica Giorgi (1971 e 1979) e quattro nel doppio misto: il primo nel 1974, in coppia con Paolo Bertolucci e tre consecutivi, dal 1977 al 1979, in coppia con Marco Gilardelli.
In Fed Cup ha giocato un totale di 10 partite, ottenendo 4 vittorie e 6 sconfitte.

## Statistiche

### Singolare

#### Tornei vinti (4)
| Numero | Anno              | Torneo                                    | Superficie  | Avversaria in finale | Punteggio     |
| 1.     | 13 aprile 1969    | Catania Open, Catania                     | Terra rossa | Maria Eugenia Gúzman | 6-1, 6-2      |
| 2.     | 7 settembre 1969  | Internazionali di Grecia, Atene           | Terra rossa | Sally Holdsworth     | 6-4, 8-6      |
| 3.     | 13 settembre 1972 | Internazionali di Grecia, Atene           | Terra rossa | Marilyn Tesch        | 8-6, 3-6, 6-0 |
| 4.     | 10 febbraio 1974  | Torneo Internazionale di Mombasa, Mombasa | ..          | Annette Coe          | 6-3, 6-3      |

#### Finali perse (3)
| Numero | Anno           | Torneo                                        | Superficie  | Avversaria in finale | Punteggio      |
| 1.     | 5 aprile 1969  | Torneo di Reggio Calabria, Reggio Calabria    | Terra rossa | Marie Neumannová     | 6-2, 8-10, 6-4 |
| 2.     | 30 aprile 1969 | Campionati Internazionali di Sicilia, Palermo | Terra rossa | Marie Neumannová     | 6-2, 6-8, 6-0  |
| 3.     | 2 maggio 1971  | River Plate Championships, Buenos Aires       | Terra rossa | Ol'ga Morozova       | 3-6, 4-6       |

### Doppio

#### Tornei vinti (2)
| Numero | Anno             | Torneo                     | Superficie  | Compagna                | Avversarie in finale     | Punteggio     |
| 1.     | 24 febbraio 1974 | Torneo di Nairobi, Nairobi | Terra rossa | Annette Coe             | Jane Davies ?            | 6-1, 6-4      |
| 2.     | 7 aprile 1974    | Torneo di Nizza, Nizza     | Terra rossa | Gail Sherriff Chanfreau | Lucia Bassi Lea Pericoli | 1-6, 6-2, 6-0 |

#### Finali perse (5)
| Numero | Anno             | Torneo                                 | Superficie  | Compagna                     | Avversarie in finale                           | Punteggio     |
| 1.     | 1 giugno 1968    | Torneo di Reggio Emilia, Reggio Emilia | Terra rossa | Alessandra Gobbò             | Lesley Turner Bowrey Helen Gourlay             | 3-6, 5-7      |
| 2.     | 15 giugno 1969   | Internazionali del Marocco, Casablanca | Terra rossa | Jacqueline Morales Lecaillon | Monique Salfati-Di Maso Evelyne Terras         | 9-7, 3-6, 5-7 |
| 3.     | 10 febbraio 1974 | Torneo di Mombasa, Mombasa             | Terra rossa | Jane Davies                  | Annette Coe Corinne Molesworth                 | 4-6, 3-6      |
| 4.     | 10 luglio 1974   | Düsseldorf Open 1974, Düsseldorf       | Terra rossa | Fiorella Bonicelli           | Helga Niessen Masthoff Heide Schildknecht Orth | 4-6, 6-4, 1-6 |
| 5.     | 14 luglio 1974   | Swedish Open, Båstad                   | Terra rossa | Fiorella Bonicelli           | Sue Barker Glynis Coles                        | 2-6, 0-6      |